# Dagmar Hagelin

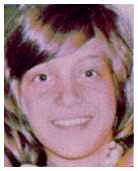
Dagmar Hagelin

Dagmar Hagelin (* 29. September 1959 in Buenos Aires, Argentinien; verschwunden 27. Januar 1977 in El Palomar, Buenos Aires, Argentinien). Sie wurde im Alter von 17 Jahren am 27. Januar 1977 von argentinischen Sicherheitskräften in El Palomar, Buenos Aires verschleppt und später ermordet. Sie war mit einer ähnlich aussehenden jungen Frau verwechselt worden.

## Tathergang
Am späten Nachmittag des 27. Januar 1977 wollte Hagelin ihre Freundin Norma Susana Burgos in einem Vorort von Buenos Aires besuchen. Jedoch war diese am Abend vorher bereits verhaftet worden. Im Hause wartete unter anderem der argentinische Offizier Alfredo Astiz mit seinem Kommando. Nachdem Hagelin geklingelt hatte, versuchten die Verfolger sie festzusetzen. Sie versuchte zu fliehen, wurde jedoch von Astiz in den Rücken geschossen. Dagmar Hagelin wurde später in die Escuela de Mecánica de la Armada (ESMA) verbracht. Dort wurde sie gefoltert und vermutlich ermordet. Später wurde ihre Leiche vermutlich bei einem der Todesflüge über dem Atlantik abgeworfen. Die Leiche konnte nie gefunden werden.

## Suche und Aufklärung des Verbrechens
Der Vater Ragnar Hagelin versuchte seit dem Vorfall, das Verschwinden seiner Tochter auch gegen den Widerstand der Behörden aufzuklären. Hagelin sagte auch vor Gericht aus, als die früheren Mitglieder der argentinischen Militärjunta sich verantworten mussten.

## Täterschaft
Der Mörder von Hagelin war der argentinische Marineoffizier Alfredo Astiz. Astiz wurde zunächst nicht belangt und Ende 1987 sogar befördert. Im Oktober 2011 wurde Astiz schließlich zu lebenslanger Haft wegen Verbrechen gegen die Menschlichkeit verurteilt.